# Сляднево (Волоколамский район)
Сляднево — деревня в Волоколамском районе Московской области России, входит в состав сельского поселения Спасское. Население — 2 чел. (2010).

## География
Деревня Сляднево расположена на западе Московской области, в южной части Волоколамского района, примерно в 12 км к югу от города Волоколамска. К деревне приписано садоводческое товарищество. Связана прямым автобусным сообщением с районным центром. Ближайшие населённые пункты — деревни Судниково и Якшино.

## История
Село Спасское было некогда сельцом Слядневым и принадлежало вдове Анне Мамаева жене Сапогова с сыном Григорьем, а в 133 и 134 (1625—1626) гг. сельцо Сляднево было пустошью и находилось Рузскаго уезда, волости Юрьевой слободы, «в порозжих землях». Оно населено вновь после 186 (1678) г., было опять сельцом и находилось во владении стольника Ивана Афанасьева Костюрина, при котором в этом сельце построена была церковь во имя Преображения Господня…— Исторические материалы о церквах и селах XVI—XVIII ст.
В 1762 году владельцами села были генерал-поручики Иван Иванович и Афанасий Иванович Костюрины.
В «Списке населённых мест» 1862 года — владельческое село 1-го стана Рузского уезда Московской губернии по правую сторону дороги из города Рузы в город Волоколамск, в 25 верстах от уездного города, при колодцах, с 50 дворами, православной церковью и 256 жителями (118 мужчин, 138 женщины).
По данным на 1890 год — село Судниковской волости Рузского уезда с 190 душами населения.
В 1913 году — 63 двора.
По материалам Всесоюзной переписи населения 1926 года — центр Слядневского сельсовета Судниковской волости Волоколамского уезда в 6,4 км от Волоколамского шоссе и 12,8 км от станции Волоколамск Балтийской железной дороги, проживало 253 жителя (107 мужчин, 146 женщин), насчитывалось 59 хозяйств, среди которых 55 крестьянских, имелась школа.
С 1929 года — населённый пункт в составе Волоколамского района Московского округа Московской области. Постановлением ЦИК и СНК от 23 июля 1930 года округа как административно-территориальные единицы были ликвидированы.
1929—1939, 1957—1963, 1965—1994 гг. — населённый пункт Судниковского сельсовета Волоколамского района.
1939—1957 гг. — населённый пункт Судниковского сельсовета Осташёвского района.
1963—1965 гг. — населённый пункт Спасского сельсовета Волоколамского укрупнённого сельского района.
В 1994 году Московской областной думой было утверждено положение о местном самоуправлении в Московской области, сельские советы как административно-территориальные единицы были преобразованы в сельские округа.
1994—2006 гг. — деревня Судниковского сельского округа Волоколамского района.
С 2006 года — деревня сельского поселения Спасское Волоколамского муниципального района Московской области.

## Население
| 1859 | 1890 | 1899 | 1926 | 2002 | 2006 | 2010 |
| ---- | ---- | ---- | ---- | ---- | ---- | ---- |
| 256  | ↘190 | ↘122 | ↗253 | ↘18  | ↘6   | ↘2   |

## Достопримечательности
В деревне Сляднево расположена церковь Преображения Господня, построенная в 1890—1902 годах в русском стиле. В настоящее время церковь заброшена и руинирована. Имеет статус памятника архитектуры местного значения.